# Rouy-le-Grand
Pour les articles homonymes, voir Rouy (homonymie).
Rouy-le-Grand est une commune française située dans le département de la Somme, en région Hauts-de-France.

## Géographie

### Localisation
La commune correspond à un village rural picard, situé à moins de 5 km au nord-est de Nesle. Péronne est à 15 km au nord. La ville la plus importante aux alentours est Saint-Quentin, à 25 km au sud-ouest.
La partie la plus basse de la commune se trouve au sud, le long de la vallée de l'Ingon. Au nord, la partie la plus haute est constituée d'une plaine limitée par une vallée sèche.
Le territoire est essentiellement constitué de terres franches. Dans les parties marécageuses, on trouve de la tourbe.

### Hydrographie

#### Réseau hydrographique
La commune est située dans le bassin Artois-Picardie. Elle est drainée par la Somme canalisée, le canal du Nord, l'Ingon et un autre petit cours d'eau.
La commune est limitée au sud par le canal du Nord qui conflue avec le canal de la Somme en limite est du territoire communal. Le canal de la Somme, construit entre 1770 et 1827, et mis au gabarit Freycinet en 1880, est long 170 km. Il débute à Saint-Simon où il touche au canal de Saint-Quentin et débouche dans la baie de Somme.
L'Ingon, d'une longueur de 12 km, prend sa source dans la commune de Fonches-Fonchette et se jette  dans le canal du Nord sur la commune, après avoir traversé sept communes.
Plusieurs sources qui alimentent l'Ingon et le contre-fossé, se jettent dans le canal, au Pont de halage.

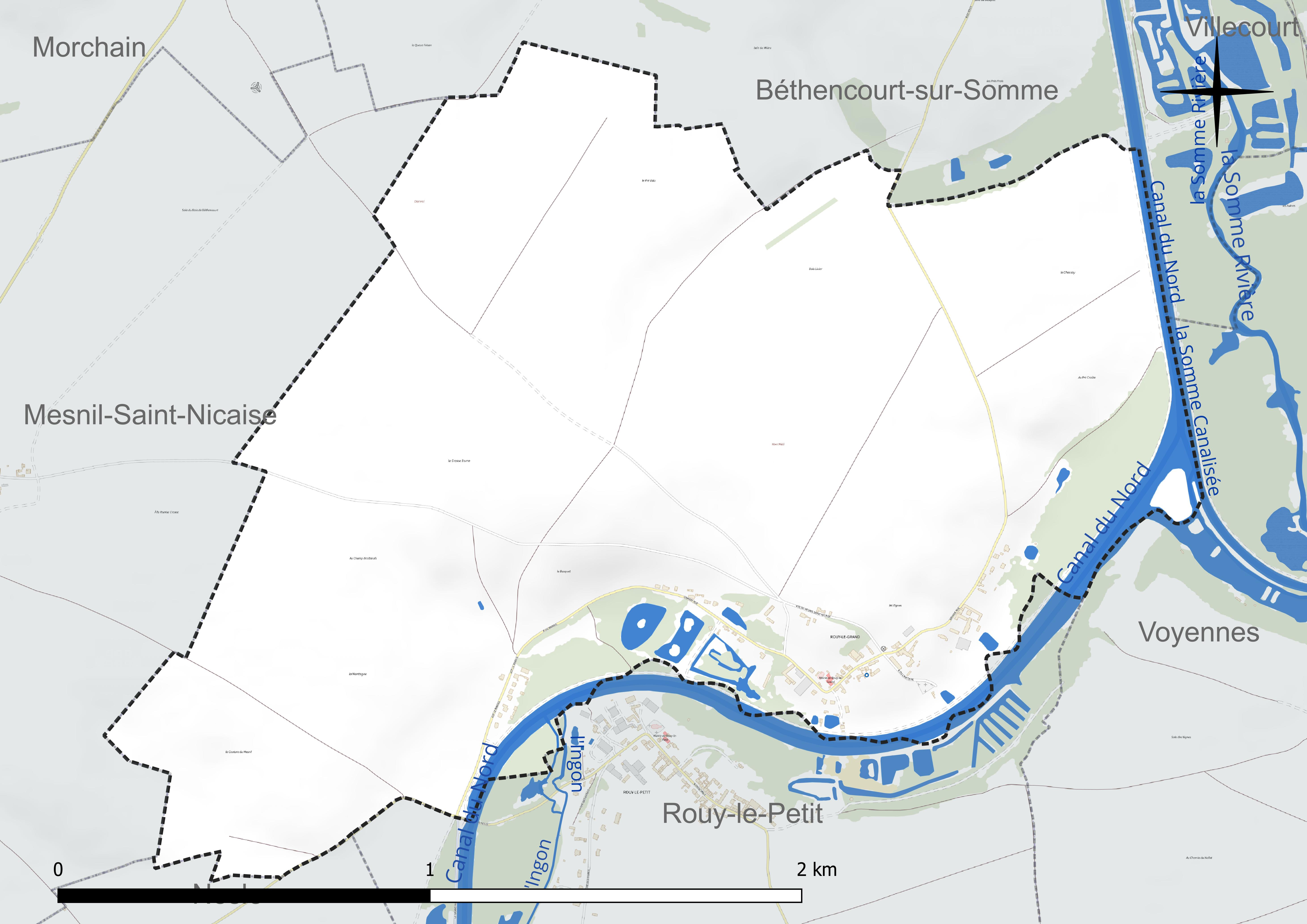
Réseau hydrographique de Rouy-le-Grand.

#### Gestion et qualité des eaux
Le territoire communal est couvert par le schéma d'aménagement et de gestion des eaux (SAGE) « Haute Somme ». Ce document de planification concerne un territoire de 1 798 km2 de superficie, délimité par le bassin versant de la Haute Somme est constitué d'un réseau hydrographique complexe de cours d'eau, de marais, d'étangs et de canaux. Le périmètre a été arrêté le 21 avril 2006 et le SAGE proprement dit a été approuvé le 15 juin 2017. La structure porteuse de l'élaboration et de la mise en œuvre est le syndicat mixte d'aménagement hydraulique du bassin versant de la Somme (AMEVA).
La qualité des cours d'eau peut être consultée sur un site dédié géré par les agences de l'eau et l'Agence française pour la biodiversité.

### Climat
Pour des articles plus généraux, voir Climat des Hauts-de-France et Climat de la Somme.
En 2010, le climat de la commune est de type climat océanique dégradé des plaines du Centre et du Nord, selon une étude du CNRS s'appuyant sur une série de données couvrant la période 1971-2000. En 2020, Météo-France publie une typologie des climats de la France métropolitaine dans laquelle la commune est exposée à un climat océanique et est dans la région climatique Nord-est du bassin Parisien, caractérisée par un ensoleillement médiocre, une pluviométrie moyenne régulièrement répartie au cours de l'année et un hiver froid (3 °C).
Pour la période 1971-2000, la température annuelle moyenne est de 10,4 °C, avec une amplitude thermique annuelle de 14,8 °C. Le cumul annuel moyen de précipitations est de 717 mm, avec 11,1 jours de précipitations en janvier et 8,7 jours en juillet. Pour la période 1991-2020, la température moyenne annuelle observée sur la station météorologique la plus proche, située sur la commune d'Estrées-Mons à 12 km à vol d'oiseau, est de 11,0 °C et le cumul annuel moyen de précipitations est de 647,5 mm,. Pour l'avenir, les paramètres climatiques de la commune estimés pour 2050 selon différents scénarios d'émission de gaz à effet de serre sont consultables sur un site dédié publié par Météo-France en novembre 2022.

## Urbanisme

### Typologie
Au 1er janvier 2024, Rouy-le-Grand est catégorisée commune rurale à habitat dispersé, selon la nouvelle grille communale de densité à sept niveaux définie par l'Insee en 2022.
Elle est située hors unité urbaine et hors attraction des villes,.

### Occupation des sols
L'occupation des sols de la commune, telle qu'elle ressort de la base de données européenne d'occupation biophysique des sols Corine Land Cover (CLC), est marquée par l'importance des territoires agricoles (84,2 % en 2018), une proportion identique à celle de 1990 (84,2 %). La répartition détaillée en 2018 est la suivante : 
terres arables (84,2 %), forêts (8,3 %), zones urbanisées (6,7 %), eaux continentales (0,9 %). L'évolution de l'occupation des sols de la commune et de ses infrastructures peut être observée sur les différentes représentations cartographiques du territoire : la carte de Cassini (XVIIIe siècle), la carte d'état-major (1820-1866) et les cartes ou photos aériennes de l'IGN pour la période actuelle (1950 à aujourd'hui).

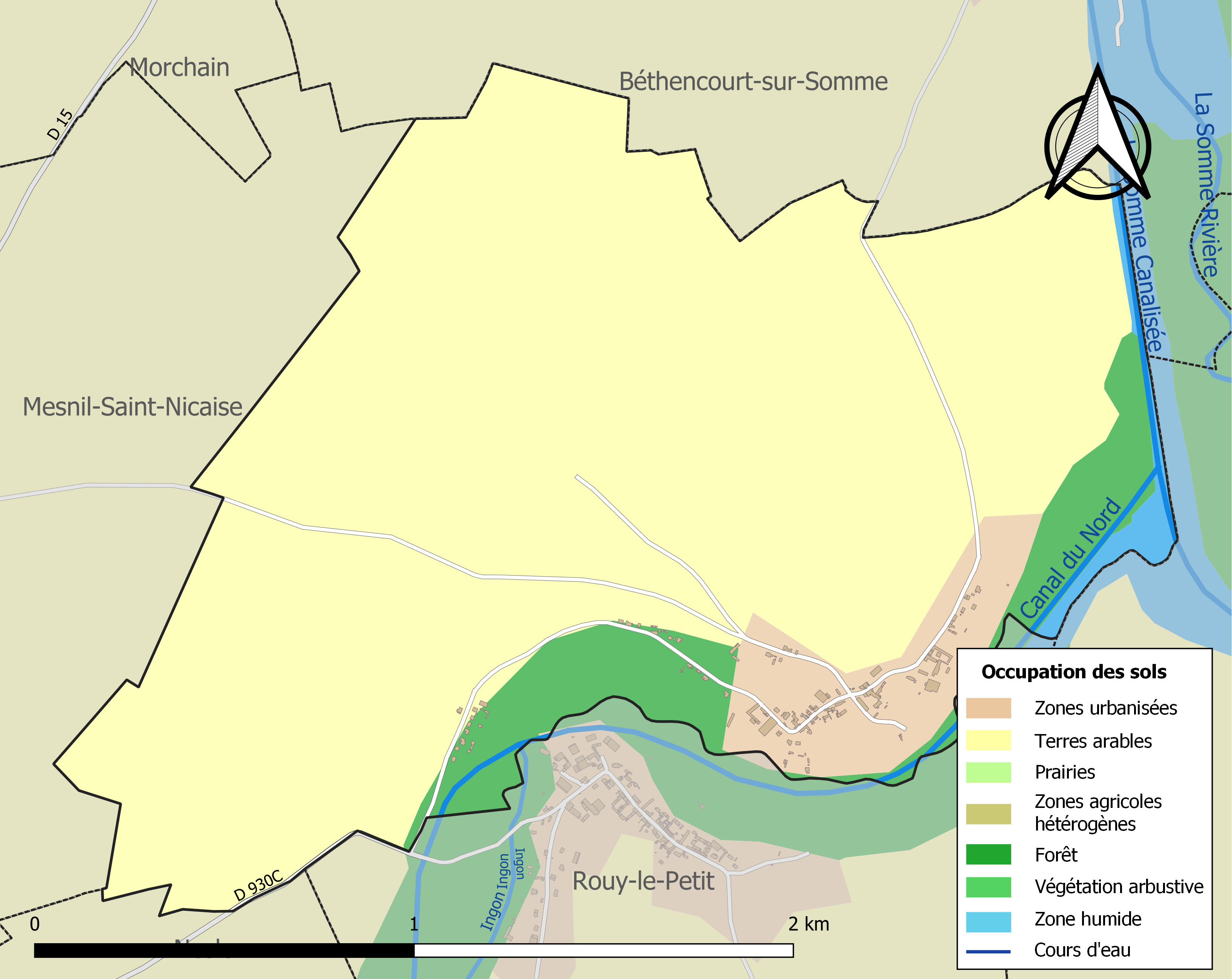
Carte des infrastructures et de l'occupation des sols de la commune en 2018 (CLC).

## Toponymie
Le nom de la localité est attesté sous les formes Roi (1119) ; Roiacum (1151) ; Rouy (1153) ; Roi le Grant (1215) ; Roy (1243) ; Roeium (1265) ; Roy le Grant (1274) ; Rouy le Grant (XIIIe siècle) ; Royacum (1309) ; Grand Rouy (1562) ; Rony (1638) ; Les Rouy (1710) ; Grand Roui (1733) ; Rouy-le-Grand (1640).
Le village tirerait son nom de l'activité de rouissage du chanvre, favorisée par la présence de l'Ingon. Cette dénomination remonterait à l'époque gauloise.
Grand, de l'ancien français grant (forme épicène).

## Histoire
En 1817, un incendie détruit les archives communales.
La pêche est en honneur en 1899 mais les rejets des fabriques causent une forte mortalité au poisson.
Première Guerre mondiale
Le village est partiellement détruit pendant la Première Guerre mondiale,. Il a été décoré de la Croix de guerre 1914-1918 le 27 octobre 1920.
.

## Politique et administration

### Rattachements administratifs et électoraux
La commune se trouve dans l'arrondissement de Péronne du département de la Somme. Pour l'élection des députés, elle fait partie depuis 2012 de la cinquième circonscription de la Somme.
Elle faisait partie depuis 1793 du canton de Nesle. Dans le cadre du redécoupage cantonal de 2014 en France, la commune intègre le canton de Ham, dont elle est désormais membre.

### Intercommunalité
La commune  faisait partie de la communauté de communes du Pays Neslois (CCPN), créée fin 2001, et qui succédait au district de Nesle, créé par arrêté préfectoral du 22 mai 1964.
La loi portant nouvelle organisation territoriale de la République (Loi NOTRe) du 7 août 2015, prévoyant que les établissements publics de coopération intercommunale (EPCI) à fiscalité propre doivent avoir un minimum de 15 000 habitants, le schéma départemental de coopération intercommunale (SDCI) arrêté par le préfet de la Somme le 30 mars 2016 prévoit notamment la fusion des communautés de communes du Pays Hamois et celle du Pays Neslois, afin de constituer une intercommunalité de 42 communes groupant 20 822 habitants, et précise qu'il « s'agit d'un bassin de vie cohérent dans lequel existent déjà des migrations pendulaires entre Ham et Nesle. Ainsi Ham offre des équipements culturels, scolaires et sportifs (médiathèque et auditorium de musique de grande capacité, lycée professionnel, complexe nautique), tandis que Nesle est la commune d'accueil de grandes entreprises de l'agroalimentaire ainsi que de leurs sous-traitants ».
La fusion intervient le 1er janvier 2017 et la nouvelle structure, dont la commune fait désormais partie, prend le nom de communauté de communes de l'Est de la Somme,.

### Liste des maires
| Période                                  | Période                    | Identité      | Étiquette | Qualité                        |
| ---------------------------------------- | -------------------------- | ------------- | --------- | ------------------------------ |
| Les données manquantes sont à compléter. |                            |               |           |                                |
| juin 1995                                | En cours (au 13 juin 2020) | Francis Urier |           | Réélu pour le mandat 2020-2026 |

## Population et société
Ses habitants sont les Rouissiens.

### Démographie
L'évolution du nombre d'habitants est connue à travers les recensements de la population effectués dans la commune depuis 1793. Pour les communes de moins de 10 000 habitants, une enquête de recensement portant sur toute la population est réalisée tous les cinq ans, les populations de référence des années intermédiaires étant quant à elles estimées par interpolation ou extrapolation. Pour la commune, le premier recensement exhaustif entrant dans le cadre du nouveau dispositif a été réalisé en 2006.

En 2022, la commune comptait 100 habitants, en évolution de −8,26 % par rapport à 2016 (Somme : −1,26 %, France hors Mayotte : +2,11 %).
| 1793 | 1800 | 1806 | 1821 | 1831 | 1836 | 1841 | 1846 | 1851 |
| ---- | ---- | ---- | ---- | ---- | ---- | ---- | ---- | ---- |
| 182  | 153  | 150  | 178  | 189  | 195  | 199  | 210  | 214  |

| 1856 | 1861 | 1866 | 1872 | 1876 | 1881 | 1886 | 1891 | 1896 |
| ---- | ---- | ---- | ---- | ---- | ---- | ---- | ---- | ---- |
| 182  | 185  | 193  | 193  | 168  | 164  | 165  | 160  | 146  |

| 1901 | 1906 | 1911 | 1921 | 1926 | 1931 | 1936 | 1946 | 1954 |
| ---- | ---- | ---- | ---- | ---- | ---- | ---- | ---- | ---- |
| 156  | 145  | 140  | 124  | 139  | 127  | 133  | 110  | 127  |

| 1962 | 1968 | 1975 | 1982 | 1990 | 1999 | 2006 | 2011 | 2016 |
| ---- | ---- | ---- | ---- | ---- | ---- | ---- | ---- | ---- |
| 120  | 103  | 71   | 115  | 99   | 103  | 107  | 109  | 109  |

| 2021 | 2022 | - | - | - | - | - | - | - |
| ---- | ---- | - | - | - | - | - | - | - |
| 101  | 100  | - | - | - | - | - | - | - |

### Enseignement
La scolarité obligatoire relève des établissements scolaires de Nesle.

## Culture locale et patrimoine

### Lieux et monuments
- L'église Saint-Étienne[31],[32] était une église paroissiale d'époque romane partagée avec Rouy-le-Petit[18]. Reconstruite dans les années 1925 après les destructions de la Première Guerre mondiale en briques rouges, avec des baies en style roman. Son clocher est refait en 2017, et les tuiles remplacées par des ardoises, moins lourdes[33].

L'église contient notamment un bénitier en pierre formé de deux colonnettes avec leurs chapiteaux du XIIIe siècle ainsi que des fonts baptismaux de la même époque, un tableau du XVIe siècle sur bois représentant l'entrée du Christ à Jérusalem.
- Deux étangs communaux et des étangs privés permettent de s'adonner à la pêche de loisirs[18].
- Le monument aux morts, construit en 1934, comporte dix noms[37].
- Trois calvaires se trouvent dans le village. Le plus ancien date de 1876[18].

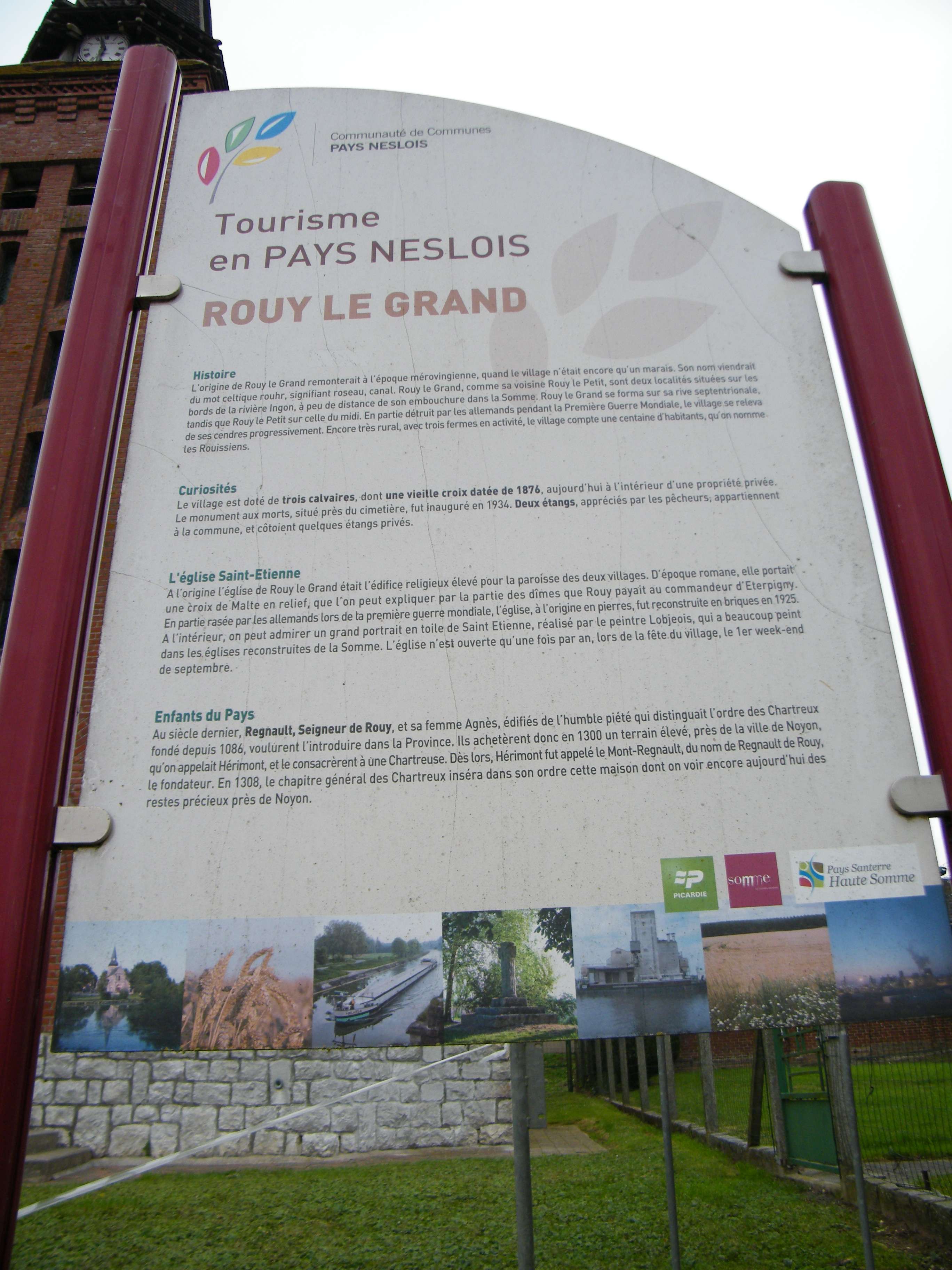
Panneau d'informations.
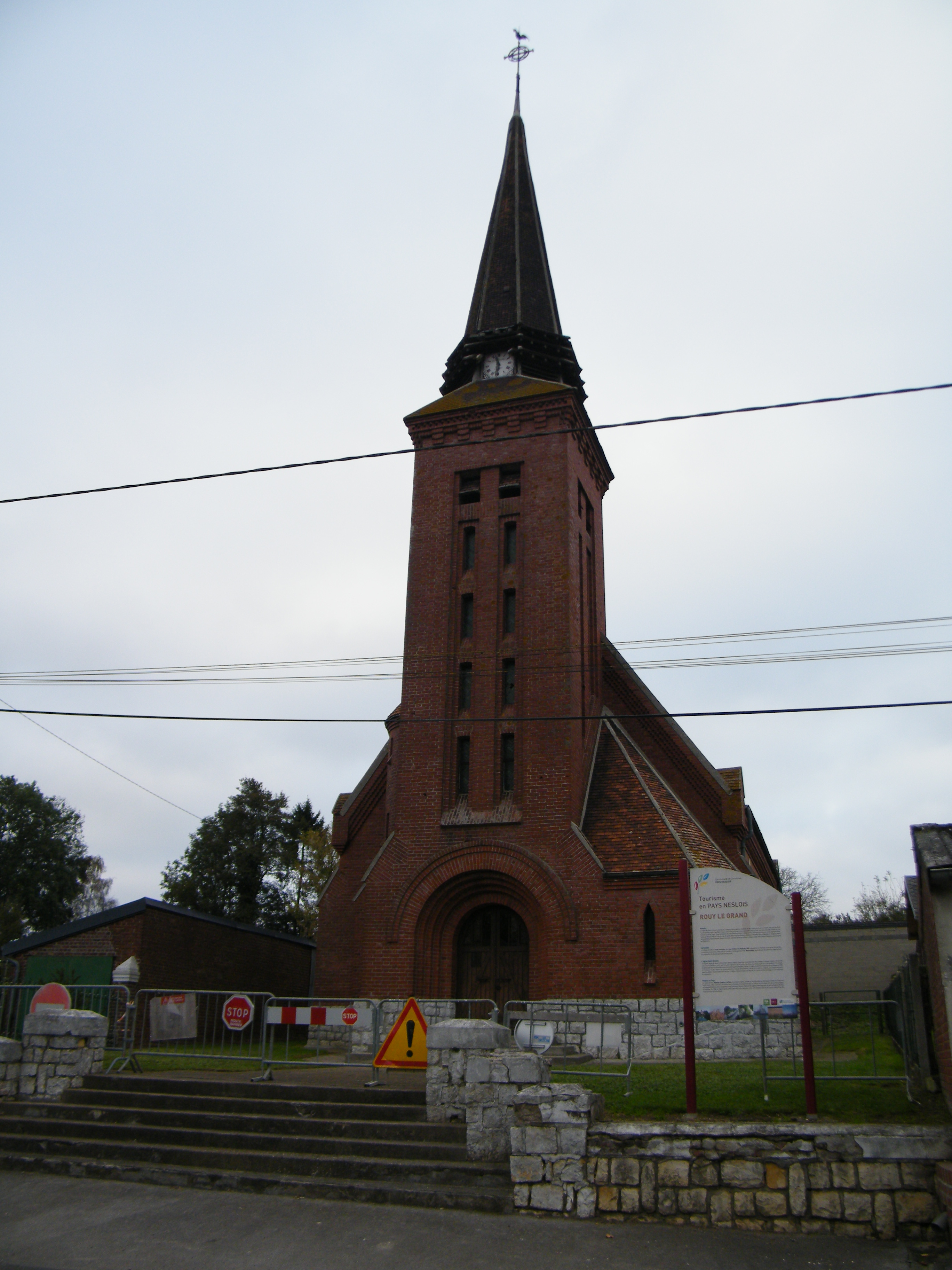
L'église Saint-Étienne.
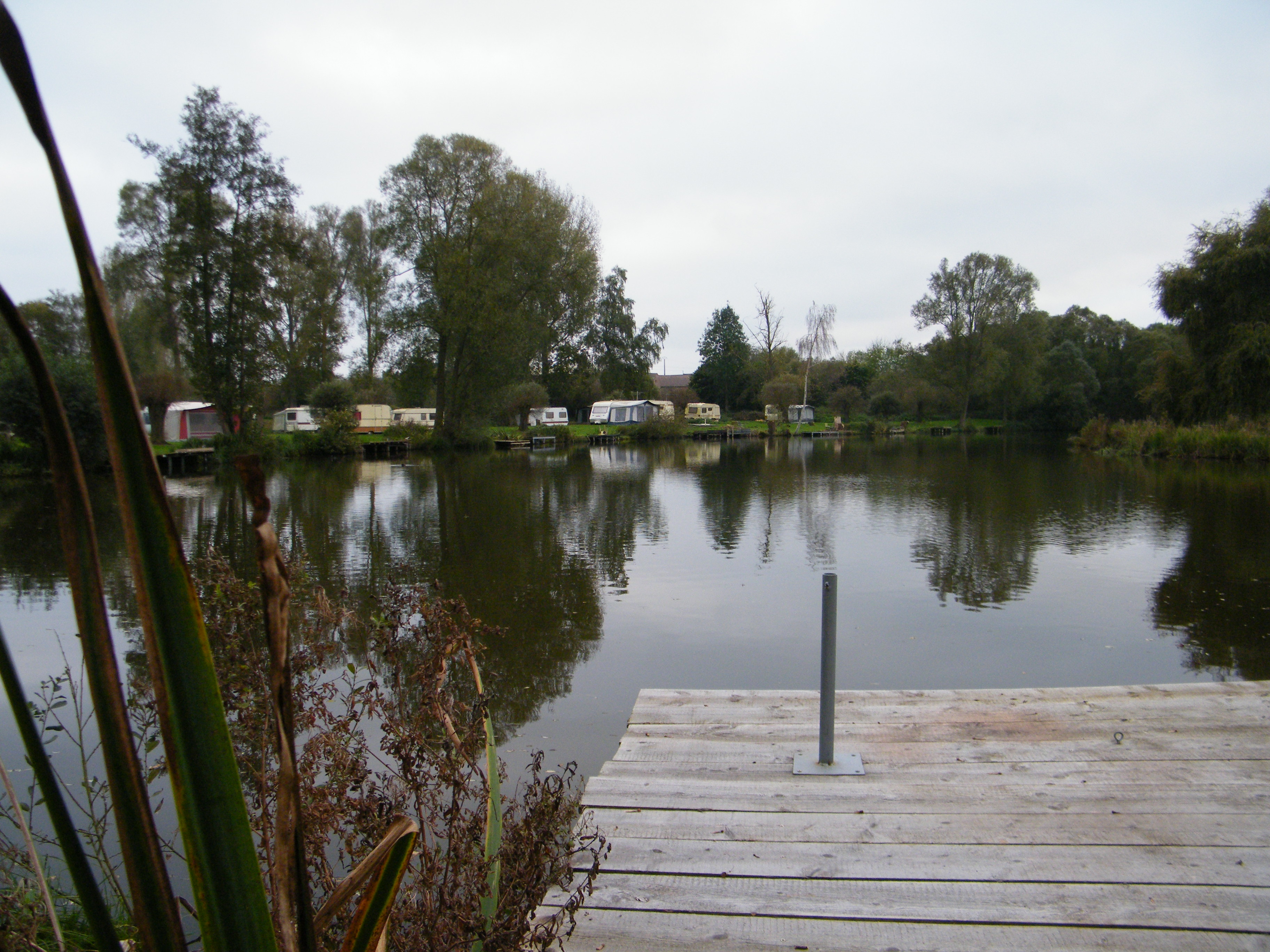
Lieux de pêche.